# Daniel Philippides
Daniel Philippides, auch Daniil Filippidis, weltlicher Vorname Dimitrios (griechisch Δανιήλ Φιλιππίδης, weltlicher Vorname  Δημήτριος, * 1750 in Milies; † 1832 in Bessarabien) war ein griechischer Mönch und Gelehrter. Er gilt als Protagonist der griechischen Aufklärung und war Mitglied der Filiki Eteria.

## Leben
Philippides’ Familie stammte aus Euböa und ließ sich in Milies nieder. Philippides wurde Mönch und begann ein Studium am Berg Athos (Athonitische Schule), das er in Chios und Bukarest fortsetzte. 1790 erschien sein geographisches Werk Γεωγραφία Νεωτερική (Neuere Geographie) in Wien. Von 1790 bis 1794 lebte er in Paris, wo er Kurse in Mathematik und Naturwissenschaften gab. 1794 kehrte er nach Milies zurück und ging dann nach Konstantinopel. Dort verlor er in einem Brand sein ganzes Hab und Gut sowie das unvollendete Manuskript zum zweiten Band der Geographie. Er verließ die Stadt und zog nach Konstanta.
Von 1810 bis 1818 bereiste er mehrere europäische Städte: Paris, Straßburg, München, Wien und Leipzig, wo er zwei Jahre blieb. Während dieser Zeit schrieb Philippides seine Ίστορία τής Ρουμουνίας (Geschichte Rumäniens), das Γεωγραφικόν της Ρουμουνίας (Geographie Rumäniens) und die Απόπειρα Αναλύσεως του Νοουμένου (Versuch einer Analyse des Noumenon). Er übersetzte zudem sechs wissenschaftliche Werke ins Griechische, von denen vier gedruckt wurden. Schließlich wandte er sich mehr und mehr der Philosophie zu und wurde maßgeblich von Kant beeinflusst.
Zu seinen Schülern zählt Iakovos Rhizos Nerulos.

## Schriften (Auswahl)
- mit Grigorios Konstantas (Γρηγόριος Κωνσταντάς): Γεωγραφία Νεωτερική. Trattner, Wien 1791.
  - mit Grigorios Konstantas: Γεωγραφία Νεωτερική. Επιμέλεια Aikaterini Koumarianou. Athen 1988.
- Ιστορία της Ρουμουνίας. Leipzig 1816.
  - Istoria României. Übersetzung ins Rumänische, Einführung und Erläuterungen von Olga Cicanci. Pegasus Press, Bukarest 2004.
- Ιστορία της Ρουμουνίας (Μέλος β': Γεωγραφικὸν τής Ρουμουνίας). Έν Λειψίᾳ τής Σαξονίας, έν τῇ τυπογραφίᾳ τοῦ Ταουχνίτς. 1816.
- Απόπειρα Αναλύσεως του Νοουμένου. Leipzig 1817.
- Α. Κουμαριανού (Hrsg.): Δανιήλ Φιλιππίδης – Barbié du Bocage – Άνθιμος Γαζής, Αλληλογραφία (1794–1819). Athen 1966.